# جيم شميت
جيم شميت (بالإنجليزية: Jim Schmitt)‏ هو شخصية أعمال وسياسي أمريكي، ولد في 7 يونيو 1958 في تو ريفرز في الولايات المتحدة. حزبياً، نشط في الحزب الجمهوري.